# Ligne de Tampere à Haapamäki
La ligne de Tampere à Haapamäki  (finnois : Tampere–Haapamäki-rata) est une ligne de chemin de fer du réseau de chemin de fer finlandais qui relie la gare de Tampere à la gare d'Haapamäki.

## Histoire
La construction de la voie ferrée Tampere–Haapamäki est terminée en 1882. À sa construction elle est la voie principale menant d'Helsinki à l'ostrobotnie.
La circulation est très animée jusqu'en 1971 quand la voie ferrée Tampere–Parkano–Seinäjoki s'ouvre.  En 1977, une voie est ouverte entre Orivesi et Jyväskylä par Jämsä.

## Infrastructure

### Ligne
La ligne est à deux voies et électrifiée de Tampere à Orivesi. Le tronçon d'Orivesi à Haapamäki est à voie unique et non électrifié.
Tampere est la gare la plus importante de la ligne et de cette gare, il y a des liaisons vers le sud via Toijala vers Helsinki et Turku, vers l'ouest via Kokemäki vers Pori et Rauma, et vers le nord via Parkano vers Seinäjoki. De Haapamäki, la ligne continue vers Seinäjoki et vers Jyväskylä.  La liaison à Pori via Parkano a été interrompue, bien que les rails soient toujours en place pour la plupart. Une ligne bifurque d'Orivesi à Jyväskylä, et une ligne secondaire bifurque de Vilppula à Mänttä.

### Gares

Des gares
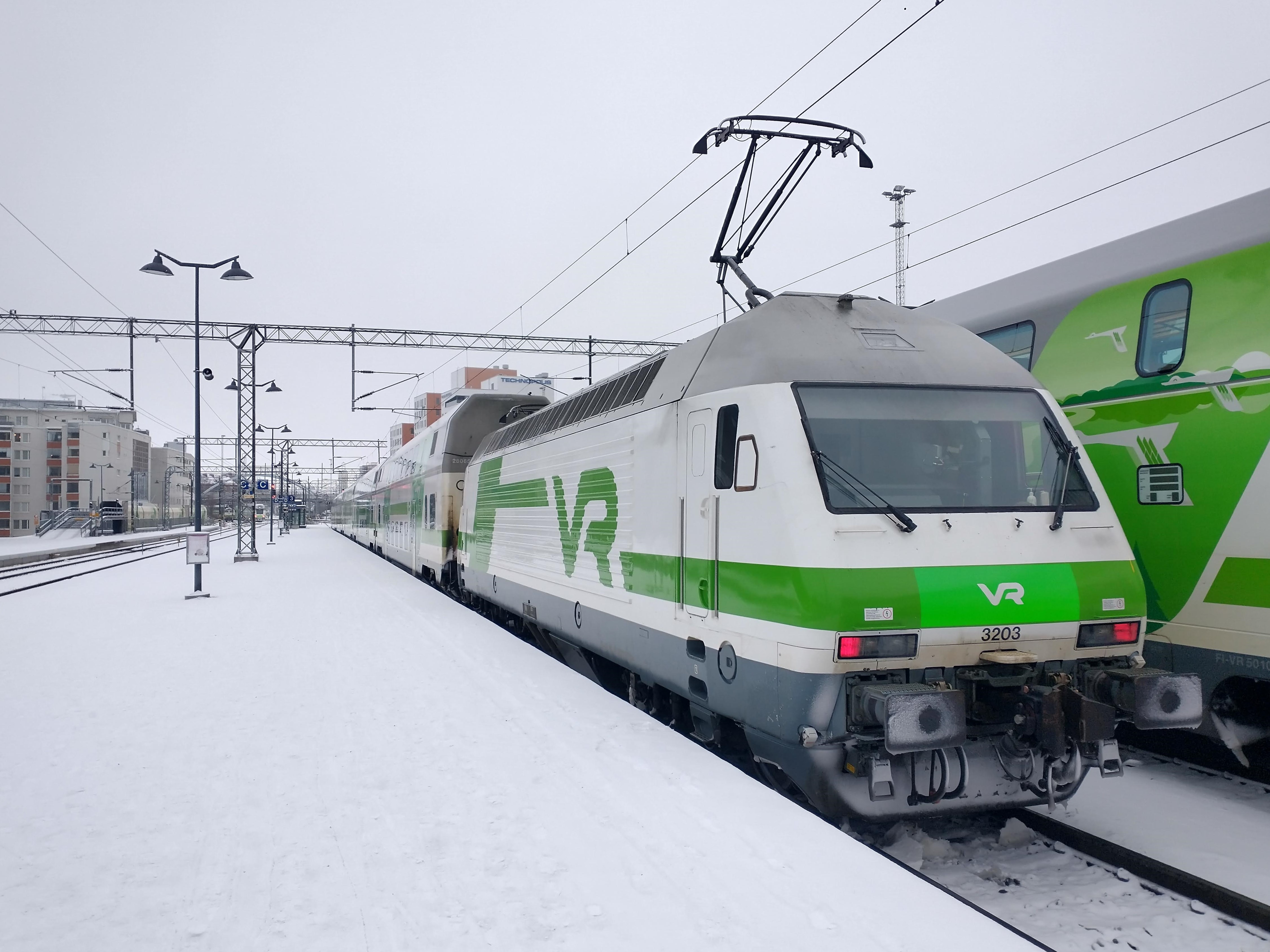
Gare de Tampere.
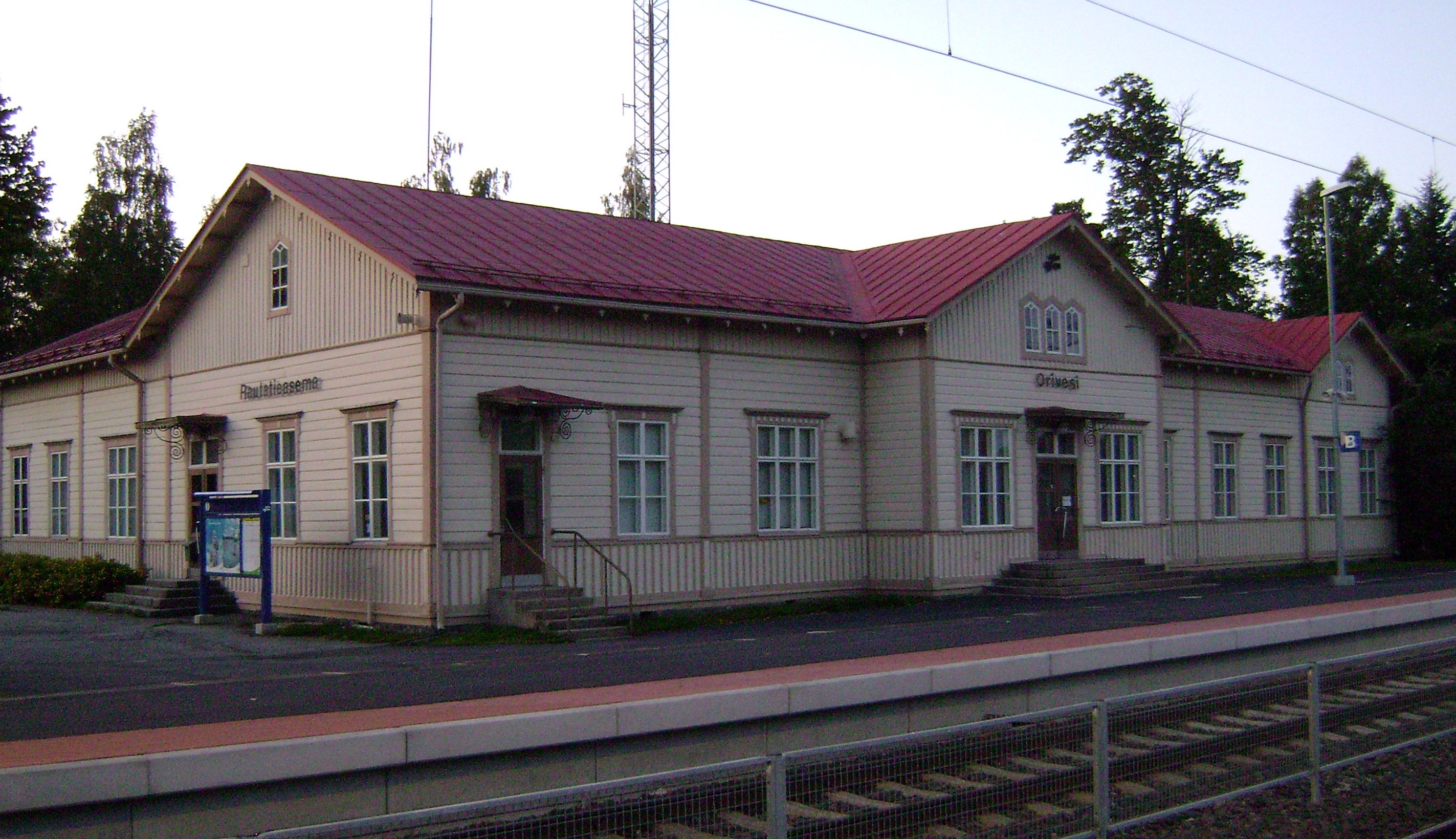
Gare d'Orivesi.
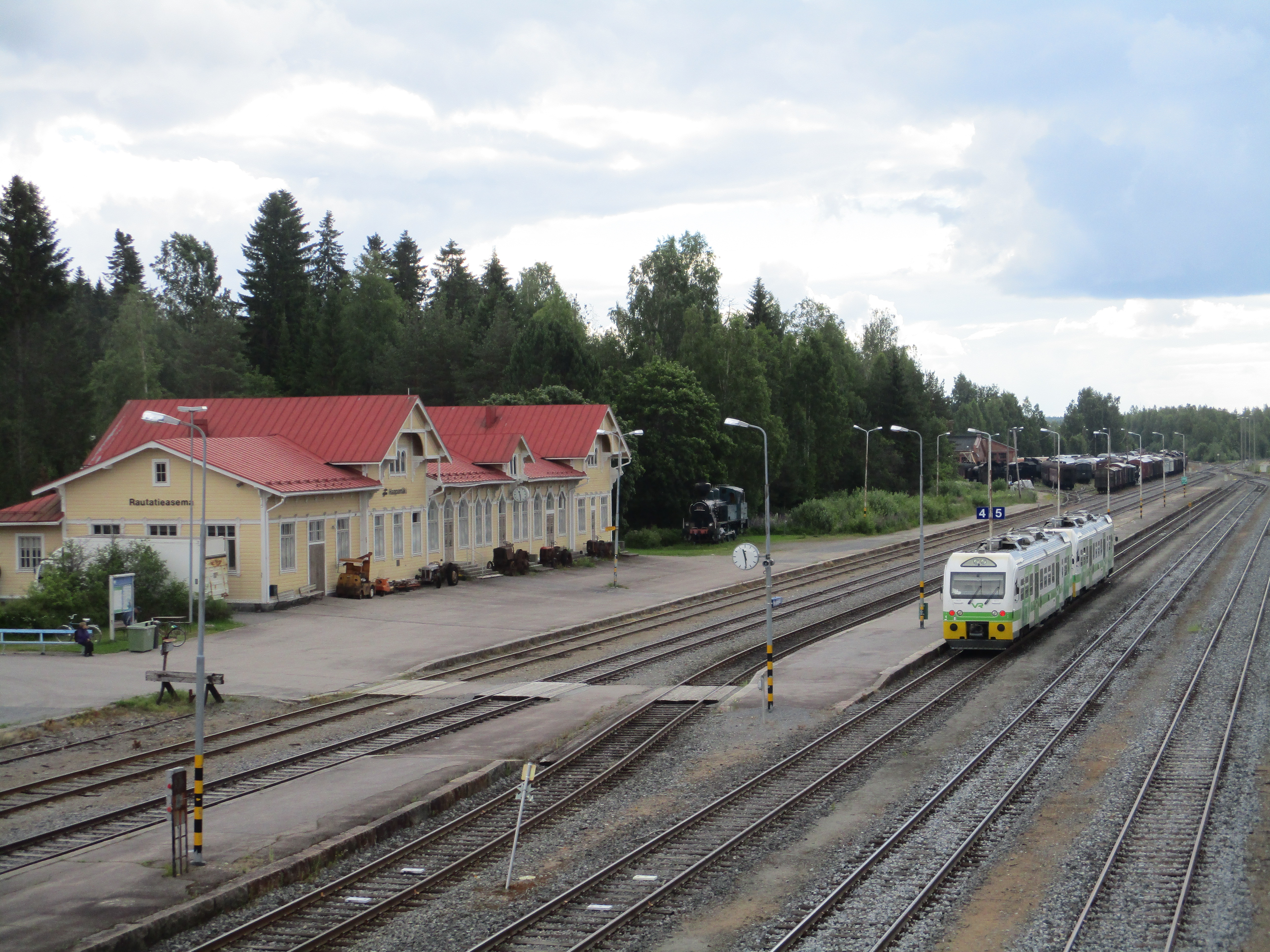
Gare d'Haapamäki.